# Atomosia appendiculata
Atomosia appendiculata là một loài ruồi trong họ Asilidae. Atomosia appendiculata được Macquart miêu tả năm 1846. Loài này phân bố ở vùng Tân nhiệt đới.